# سهير فهد
سهير فهد أسعد القاحوش (22 يناير 1965 -)، ممثلة أردنية . بدأت حياتها الفنية منذ الطفولة، حيث شاركت في كورال أطفال الإذاعة عام 1978، وعرفت بأدائها لصوت شخصية (ماجد) في مسلسل الرسوم المتحركة الشهير (كابتن ماجد). ومن أهم أعمالها كممثلة في التلفزيون (طيور بلا أجنحة، شمس الغايب، بقايا رماد، نساء من البادية، صهيل الأصايل، دموع القمر، توأم روحي).

## حياتها
حصلت على دبلوم لغه عربية إعداد معلمين. بدأت رحلتها الفنية منذ الطفولة حيث عملت في مجال الفن أعمالا مختلفا وكانت إحدى شابات كورال أطفال الإذاعة عام 78. انطلقت مسيرتها الفنية كفنانه محترفه عام 83 حيث كانت تمارس هوايتها الفنية وهي على مقاعد الدراسة وكان أول عمل مسرحي لها مسرحية طريق السلامة المأخوذه عن مسرحية سكه السلامة لسعد الدين وهبة من إعداد بشير هواري وإخراج أحمد قوادري.
بدأت رحلتها الفنية مذ ذاك حيث قدمت ما يقارب الستين عملا مسرحيا ما بين المسرح الجاد والكوميدي والتراجيكوميدي والطفل. بدات رحلتها المسرحية مع مسرح الفوانيس حيث قدمت معهم معظم اعمالهم المسرحية ولكن هذا الامر لم يعقها عن التعاون مع مخرجي المسرح الأردنيين المتميزين حيث عملت بالإضافة مع خالد الطريفي ونادر عمران اعمالا مختلفة مع غسان المشيني، محمد حلمي ، عبد اللطيف شما ،مخلد الزيودي ، خليل نصيرات ، محتسب عارف والكثيرون من مخرجي الأردن
تمكنت من خلال المسرح إلى الولوج إلى عالم الطفل حيث شاركت بالعديد من الأعمال المسرحية للاطفال مع المخرج نبيل نجم والمخرج وصفي الطويل. كما شاركت في المهرجانات العربية والعالمية نذكر منها لندن ، الرباط ، كازبلانكا ، قطر ، مصر ، دبي ، تونس، ليبيا ، كييف. وفي معظم المهرجانات العربية والعالمية وكان لها تأثير في مهرجان أيام عمان المسرحي / مهرجان المسرح الأردني / مهرجان جرش.
ساهمت في افلام سينما متعدده نذكر منها :(ولا كلمة) للمخرجة الاميركية كارلا دعيبس وفيلم (الخريف العربي) للمخرجة ساندرا قعوار وفيلم (قارئة الفنجان) للمخرج سائد هواري.تمكنت من اجادة أنواع العمل المحلي بتنوعه حيث تمكنت من العمل بالاعمال البدوية والاعمال القروية والاجتماعية وكان لتخصصها دور في ابراز مهاراتها للاعمال الدينية والتاريخية وتعاملت مع أهم المخرجين الأردنيين امثال محمد عزيزيه ونجدت انزور وأحمد دعيبس وسالم الكردي والكثيرون ممن تمكنوا من ابرازها كنجمة أردنية عربية.
كان لصوتها حضور مميز حيث حازت على جائزه أفضل ممثله لعمل الحاجز في تونس إذاعة عملت اعمالا اذاعية مختلفة نذكر منها لقاء وذكرى وحب عايش التاريخ والانباط والكثير الكثير من أعمال الإذاعة
كان لها تجارب إنتاجية مختلفة ما يقارب الاربعين ساعة درامية إلى أن ادركت ان الإدارة والتمثيل لا يلتقيان فتوقف تماما عن محاولات الإنتاج رغم انها كانت حريصة كل الحرص على انتقاء كوادر العمل
وعشقها الازلي للكرتون جعها تذهب إلى الصوتيات والوثائقيات نذكر من اعمالها كابتن ماجد وليدي ليدي وسوار العسل والكثير من أعمال الكرتون والدوبلاج
الجدير بالذكر أن هذه الفنانة مرت بالكثير من الأزمات المجتمعية في حياتها وكانت دائما تراهن على موهبتها وإخلاصها لعملها وتمكنت من النجاح والوصول لما تصبو اليه
وفي عام 2010 مرت بأزمة قلبية حادة كادت تودي بحياتها ولكنها شفيت منها وفي اليوم العاشر من خروجها من المستشفى كانت تصور في مسلسل دفاتر الطوفان.

## حياتها الخاصة
والدتها هي الفنانة أسماء خوري  وشقيقتها هي الفنانة رانيا فهد.

## أعمالها
- هام وشاهة

المسلسل العائلي غنوا معنا عام 1975
- هاربة إلى النور فيلم تلفزيوني عام [4] 1989
- عرس الأعراس مسرحية عام 1990
- روابط الحب دوبلاج عام 2000
- الحاجز مسلسل إذاعي عام 2003
- العدول مسلسل تلفزيوني عام 2004
- مسلسل اولاد المختار
- مسلسل كفر اللوز
- مسلسل سوق الحرير
- مسلسل نصف القمر

### في الدبلجة العربية
- ليدي ليدي بدور لين راسل
- كابتن ماجد كارتون عام 1990
- نصف بطل بدور رامي عاهد
- مخلص صديق الحيوان عدة أدوار
- حياة البراري عدة أدوار
- سالي
- التنين الصغير
- مغامرات جامبا بدور جامب
- نساء صغيرات بدور إيمي وميغ

### المسلسلات اللاتينية المدبلجة
- مسلسل مانويلا: قامت أداء صوت مارتشيلا
- روابط الحب: ماريا باولا
- روزاليندا: فاليريا ألتاميرانو دال كستيو
- ماريا ايميليا: خينيروزا غومز
- اللؤلؤة السوداء: ريناتا

## وصلات خارجية
- سهير فهد على موقع قاعدة بيانات الأفلام العربية